# 26250 Shaneludwig
26250 Shaneludwig (tên chỉ định: 1998 QP51) là một tiểu hành tinh vành đai chính. Nó được phát hiện bởi dự án Nghiên cứu tiểu hành tinh gần Trái Đất Lincoln ở Socorro, New Mexico, ngày 17 tháng 8 năm 1998. Nó được đặt theo tên Shane Ludwig, an American educator ở Riverside, California.